# Prix Tomás Luis de Victoria
Le prix de musique ibéro-américaine Tomás Luis de Victoria a été créé pour récompenser la trajectoire créative de compositeurs vivants pour leur contribution à l'enrichissement de la vie musicale de la communauté Ibéro-Américaine tout au long de leur carrière professionnelle.
Il est décerné aux compositeurs de la communauté ibéro-américaine formée par l'Espagne, le Portugal et les ibéro-américains.
Le prix, considéré pour la musique classique comme l'équivalent du prix littéraire Cervantes, est doté de 60 000 euros, exonérés d'impôt. Le prix est attribué par la Fundación Autor de la Société générale des auteurs et éditeurs dans le but d'accorder la plus haute reconnaissance publique à un compositeur vivant qui, de l'avis du jury international du prix, mérite cette distinction pour sa contribution à l'enrichissement de la vie musicale de la communauté ibéro-américaine tout au long de sa carrière professionnelle.
Chaque année, des institutions culturelles et scientifiques liées à la musique et à la culture ibéro-américaines en général — universités, conservatoires supérieurs de musique, instituts scientifiques, fondations culturelles et musicales, festivals internationaux, orchestres et théâtres lyriques — présentent des candidats en exposant leurs mérites.
Le jury du prix est composé de cinq personnalités renommées dans différents domaines musicaux des différents pays de la communauté ibéro-américaine, ainsi que d'un secrétaire, ayant voix mais ne prenant pas part au vote.

## Palmarès
Liste des lauréats :
- Prix 1996: Harold Gramatges (Cuba, 1918-2008).
- Prix 1998: Xavier Montsalvatge (Espagne, 1912-2002)[2].
- Prix 2000: Celso Garrido Lecca (Pérou, 1926).
- Prix 2002: Alfredo del Mónaco (es) (Venezuela, 1938-2015).
- Prix 2004: Joan Guinjoan (Espagne, 1931)[3].
- Prix 2005: Marlos Nobre (en)  (Brésil, 1939)[4].
- Prix 2006: Antón García Abril (Espagne, 1933)[5].
- Prix 2008: Gerardo Gandini (Argentine, 1936-2013).
- Prix 2009: Luis de Pablo (Espagne, 1930)[6].
- Prix 2010: Leo Brouwer (Cuba, 1939).
- Prix 2011: Josep Soler i Sardà (Espagne, 1935).
- Non attribué en 2012.
- Prix 2013: Mario Lavista (Mexique, 1943)[1].
- Prix 2014: Alcides Lanza (Argentine, 1929)[1].
- Prix 2015: Xavier Benguerel i Godó (Espagne, 1931)[1].
- Prix 2016: Tomás Marco (Espagne, 1942)[7].
- Prix 2017: Roberto Sierra (Porto Rico, 1953)[8].
- Non attribué en 2018.
- Prix 2019:  Horacio Vaggione (Argentine, 1943)
- Non attribué en 2020.